# Daniela Uribe (documentalista)
Daniela Uribe (Estado de México, 1985) es una directora, productora, fotógrafa, editora y tallerista mexicana enfocada en la creación documental. En el año 2019 estrenó la película Ermitaños, obra audiovisual que retrata la vida cotidiana en el mundo contemporáneo de los habitantes del Edificio Ermita.

## Formación
Cursó el diplomado en Antropología Visual en la Escuela Nacional de Antropología e Historia y el diplomado en Antropología del Arte en el Centro de Investigaciones y Estudios Superiores en Antropología Social. Estudió la Maestría en Cine Documental en la Escuela Nacional de Artes Cinematográficas de la Universidad Nacional Autónoma de México.

## Trayectoria
En 2016 su proyecto documental Ermitaños, fue uno de los diez proyectos latinoamericanos seleccionados por Puerto Lab del Festival Internacional de Cine de Cartagena de Indias, una iniciativa del 2015 que tuvo como propósito apoyar y financiar a directores iberoamericanos. Dicho programa posibilitó que Daniela participara en el taller de cine documental expandido con Marta Andreu y Jorge Caballero como coordinadores. Ermitaños también se benefició con el apoyo de PROCINE, la Secretaría de Cultura de la Ciudad de México y el Gobierno de la Ciudad de México. En 2019 el largometraje se estrenó en festivales de cine, pero fue hasta 2020 que fue presentado como una obra audiovisual transmedia que tiene como principales complementos un webdoc y una página de Instagram que recopila la memoria fotográfica del edificio que protagoniza la película.

## Filmografía
| Título                            | País   | Año  | Notas     |
| --------------------------------- | ------ | ---- | --------- |
| Magda o el pueblo de los pescados | México | 2017 | Fotógrafa |
| Ermitaños                         | México | 2019 | Directora |

## Premios y reconocimientos
- Mención Honorífica por Ermitaños, Festival Internacional de Cine con Medios Alternativos (2019).[7]